# Esphalmenus capensis
Esphalmenus capensis – gatunek skorka z rodziny Pygidicranidae i podrodziny Esphalmeninae.
Gatunek ten opisany został w 1967 roku przez Alana Brindle’a.
Skorek o ciele długości od 10 do 12,5 mm, ubarwionym ciemnorudobrązowo z ciemnożółtawobrązową głową oraz żółtawymi czułkami i odnóżami. Powierzchnia ciała w większości jest niepunktowana, ale u samców boki tergitów odwłoka są pomarszczone. Odwłok samca jest tak silnie poszerzony ku tyłowi, że tergit dziewiąty jest dwukrotnie szerszy od drugiego. Odwłok samicy jest wrzecionowaty. U samca tylny brzeg przedostatniego sternitu odwłoka jest u wierzchołka wcięty. Przysadki odwłokowe (szczypce) samca mają 3 mm długości i łukowaty, w okolicy środka długości gwałtownie zakrzywiony kształt oraz dobrze wykształconą, dużą listewkę grzbietową w nasadowej ⅓ długości. Przysadki odwłokowe samicy mają 2,5 mm i są prawie proste, z wyjątkiem ich wierzchołków. Genitalia samca cechują paramery krótsze i szersze niż u E. peringueyi.
Owad afrotropikalny, endemiczny dla Południowej Afryki, znany tylko z Prowincji Przylądkowej.